# Sphingicampa talamanca
Sphingicampa talamanca är en fjärilsart som beskrevs av William Schaus 1911. Sphingicampa talamanca ingår i släktet Sphingicampa och familjen påfågelsspinnare. Inga underarter finns listade i Catalogue of Life.